# Louvigné-du-Désert
Louvigné-du-Désert (bretonsko Louvigneg-an-Dezerzh) je naselje in občina v severozahodnem francoskem departmaju Ille-et-Vilaine regije Bretanje. Leta 2009 je naselje imelo 3.760 prebivalcev.

## Geografija
Naselje leži v pokrajini Bretaniji ob reki Lair, 69 km severovzhodno od Rennesa.

## Uprava
Louvigné-du-Désert je sedež istoimenskega kantona, v katerega so poleg njegove vključene še občine La Bazouge-du-Désert, Le Ferré, Mellé, Monthault, Poilley, Saint-Georges-de-Reintembault in Villamée z 8.798 prebivalci.
Kanton Louvigné-du-Désert je sestavni del okrožja Fougères-Vitré.

## Zanimivosti
- dvorec château de Monthorin iz 17. stoletja, povečan v začetku 19. stoletja,
- cerkev sv. Martina.

## Pobratena mesta
- Burnham-on-Sea (Anglija, Združeno kraljestvo),
- Trendelburg (Hessen, Nemčija).